# Pierre Omidyar
Pierre Omidyar est un entrepreneur et multimilliardaire irano-franco-américain né le 21 juin 1967 à Paris. Fondateur d’Ebay, il en prend sa retraite en août 2020, tout en conservant une part du capital de la société d’échanges sur Internet.
Il se consacre désormais à des œuvres caritatives. Selon le magazine Forbes, sa fortune s'élève à 23,8 milliards de dollars en 2021. Selon le magazine Challenges elle chute de plus de moitié à 8,5 milliards d'euros en juillet 2022. D'après le classement Forbes le 1er mars 2023, sa fortune s'élève à 8,9 milliards de dollars.

## Biographie
Né à Paris d'une famille iranienne, Pierre Omidyar déménage aux États-Unis à l'âge de six ans. Élevé à Washington, il développe un intérêt pour l'informatique au collège. 

### Carrière
En 1988, diplôme d'informatique de l'université Tufts en poche, il rejoint Claris, une filiale d'Apple, pour l'écriture du logiciel MacDraw. En 1991, il cofonde Ink Development, une start-up dans l'informatique qui est renommée eShop, une société de commerce électronique.
Il commence, à 28 ans, l'écriture du site AuctionWeb (littéralement « toile d'enchères ») qui devient par la suite eBay en 1995 (raccourci de « Echo Bay Technology », le premier nom de la société).
Avec une fortune estimée en 2008 par Forbes à 7,7 milliards de dollars, Pierre Omidyar et son épouse Pamela sont des philanthropes connus qui ont fondé Omidyar Network dans le but d'augmenter la portée des investissements de la fondation Omidyar en soutenant, non seulement des projets à but non lucratif, mais aussi des entreprises à but lucratif et des actions publiques qu'ils considèrent comme favorisant l'auto-habilitation.
Selon le magazine Forbes, sa fortune s'élève à 23,8 milliards de dollars le 16 avril 2021. Le magazine Challenges le classe également dans les toutes premières fortunes françaises, mais sa fortune chute de plus de moitié en 2022.
Il a été mis en cause par la fuite de documents confidentiels des Paradise Papers détaillant des informations sur des sociétés offshore,.
Omidyar est membre du 21st Century Council de l'Institut Berggruen
En juin 2024, l'initiative Ulupono, fondée en 2009 par Pierre Omidyar et sa femme Pamela, a lancé un programme d'assistance technique pour aider les agences de l'État d'Hawaï à obtenir des subventions fédérales. Ce programme vise à soutenir des projets dans les domaines de l'énergie renouvelable, de l'alimentation locale, des transports propres et de l'eau douce, dans le cadre de l'initiative "Investing in Hawaii’s Future".

## First Look Media
Le 16 octobre 2013, Pierre Omidyar annonce qu'il va financer à hauteur de 250 millions de dollars un nouveau média lancé par Glenn Greenwald, en collaboration avec Laura Poitras et Jeremy Scahill, dont l'objectif est de contribuer à la « recherche de la vérité » et de « préserver et renforcer le rôle que le journalisme joue dans la société,».
Le 19 décembre 2013, Pierre Omidyar annonce avoir débloqué une première tranche de 50 millions de dollars, afin de lancer prochainement le groupe de médias First Look Media.
Le 10 février 2014, Pierre Omidyar annonce le lancement du magazine en ligne The Intercept, la première publication de First Look Media,,. À court terme, le magazine doit servir de plateforme pour présenter les documents sur la NSA révélés par Edward Snowden et ainsi poursuivre la publication d’enquêtes sur la surveillance globale par les États-Unis.
Début 2017, Pierre Omidyar a investi près de 500 000 dollars dans un projet de revenu universel à destination de milliers de Kenyans via sa fondation Omidyar Networks, et piloté par GiveDirectly.
En 2024, Omidyar Network a annoncé son retrait du marché indien. Cette décision fait suite à des changements significatifs dans le paysage économique indien, avec une augmentation des capitaux locaux investis dans les startups et les initiatives philanthropiques. Omidyar Network India cessera de faire de nouveaux investissements et transférera ses actifs existants d'ici la fin de l'année 2024.